# Seicercus omeiensis
Seicercus omeiensis е вид птица от семейство Phylloscopidae.

## Разпространение
Видът е разпространен в Камбоджа, Китай, Лаос, Мианмар и Тайланд.